# Carl Gustaf von Danckwardt
Carl Gustaf von Danckwardt, född 28 februari 1738, död 28 augusti 1782 på Sigridsholms säteri i Lunda socken, var en svensk militär och godsägare. 
Danckwardt blev student vid Uppsala universitet 1749 och antogs till krigstjänst 1754. Han blev sergeant vid Upplands regemente 1758 och livdrabant 1760. Danckwardt erhöll avsked från armén 1765 och blev därefter hov- och jaktjunkare 1768. Danckwardt dog barnlös och begravdes 1782 i Skepptuna kyrka. Hans änka gav juldagen 1805 en präktig predikstol till Lunda kyrka, Stockholms län och testamenterade till Skepptuna, Lunda och Bladåkers församlingars fattigkassor vardera 1,000 riksdaler.
Han var son till Gustaf Adolf von Danckwardt och Ebba Gustaviana Falkenberg af Trystorp (1716-1768) samt dotterson till överstelöjtnanten Carl Falkenberg (1685-1754). Han var från 1770 gift med Anna Margareta Wallenstierna (1749-1809) som var dotter till generalmajoren Bernt Wallenstierna.